# La Rivière (Gironde)
Pour les articles homonymes, voir La Rivière.
La Rivière est une commune du Sud-Ouest de la France, située dans le département de la Gironde (région Nouvelle-Aquitaine).

## Géographie

### Communes limitrophes
Les communes limitrophes sont  Izon, Saint-Aignan, Saint-Germain-de-la-Rivière et Saint-Michel-de-Fronsac.
|                             |            | Saint-Aignan            |
| Saint-Germain-de-la-Rivière | La Rivière |                         |
| Izon                        |            | Saint-Michel-de-Fronsac |

### Climat
Pour des articles plus généraux, voir Climat de la Nouvelle-Aquitaine et Climat de la Gironde.
Historiquement, la commune est exposée à un climat océanique aquitain.  
En 2020, Météo-France publie une typologie des climats de la France métropolitaine dans laquelle la commune est exposée à un climat océanique et est dans la région climatique  Aquitaine, Gascogne, caractérisée par une pluviométrie abondante au printemps, modérée en automne, un faible ensoleillement au printemps, un été chaud (19,5 °C), des vents faibles, des brouillards fréquents en automne et en hiver et des orages fréquents en été (15 à 20 jours).
Pour la période 1971-2000, la température annuelle moyenne est de 12,9 °C, avec une amplitude thermique annuelle de 14,7 °C. Le cumul annuel moyen de précipitations est de 846 mm, avec 11,3 jours de précipitations en janvier et 7 jours en juillet. Pour la période 1991-2020, la température moyenne annuelle observée sur la station météorologique la plus proche, située sur la commune de Saint-Émilion à 13 km à vol d'oiseau, est de 13,9 °C et le cumul annuel moyen de précipitations est de 798,1 mm,. Pour l'avenir, les paramètres climatiques de la commune estimés pour 2050 selon différents scénarios d’émission de gaz à effet de serre sont consultables sur un site dédié publié par Météo-France en novembre 2022.

### Milieux naturels et biodiversité

#### Natura 2000
La Dordogne est un site du réseau Natura 2000 limité aux départements de la Dordogne et de la Gironde, et qui concerne les 104 communes riveraines de la Dordogne, dont La Rivière,. Seize espèces animales et une espèce végétale inscrites à l'annexe II de la directive 92/43/CEE de l'Union européenne y ont été répertoriées.

#### ZNIEFF
La Rivière fait partie des 102 communes concernées par la zone naturelle d'intérêt écologique, faunistique et floristique (ZNIEFF) de type II « La Dordogne »,, dans laquelle ont été répertoriées huit espèces animales déterminantes et cinquante-sept espèces végétales déterminantes, ainsi que quarante-trois autres espèces animales et trente-neuf autres espèces végétales.

## Urbanisme

### Typologie
Au 1er janvier 2024, La Rivière est catégorisée commune rurale à habitat dispersé, selon la nouvelle grille communale de densité à sept niveaux définie par l'Insee en 2022.
Elle est située hors unité urbaine. Par ailleurs la commune fait partie de l'aire d'attraction de Bordeaux, dont elle est une commune de la couronne,. Cette aire, qui regroupe 275 communes, est catégorisée dans les aires de 700 000 habitants ou plus (hors Paris),.

### Occupation des sols

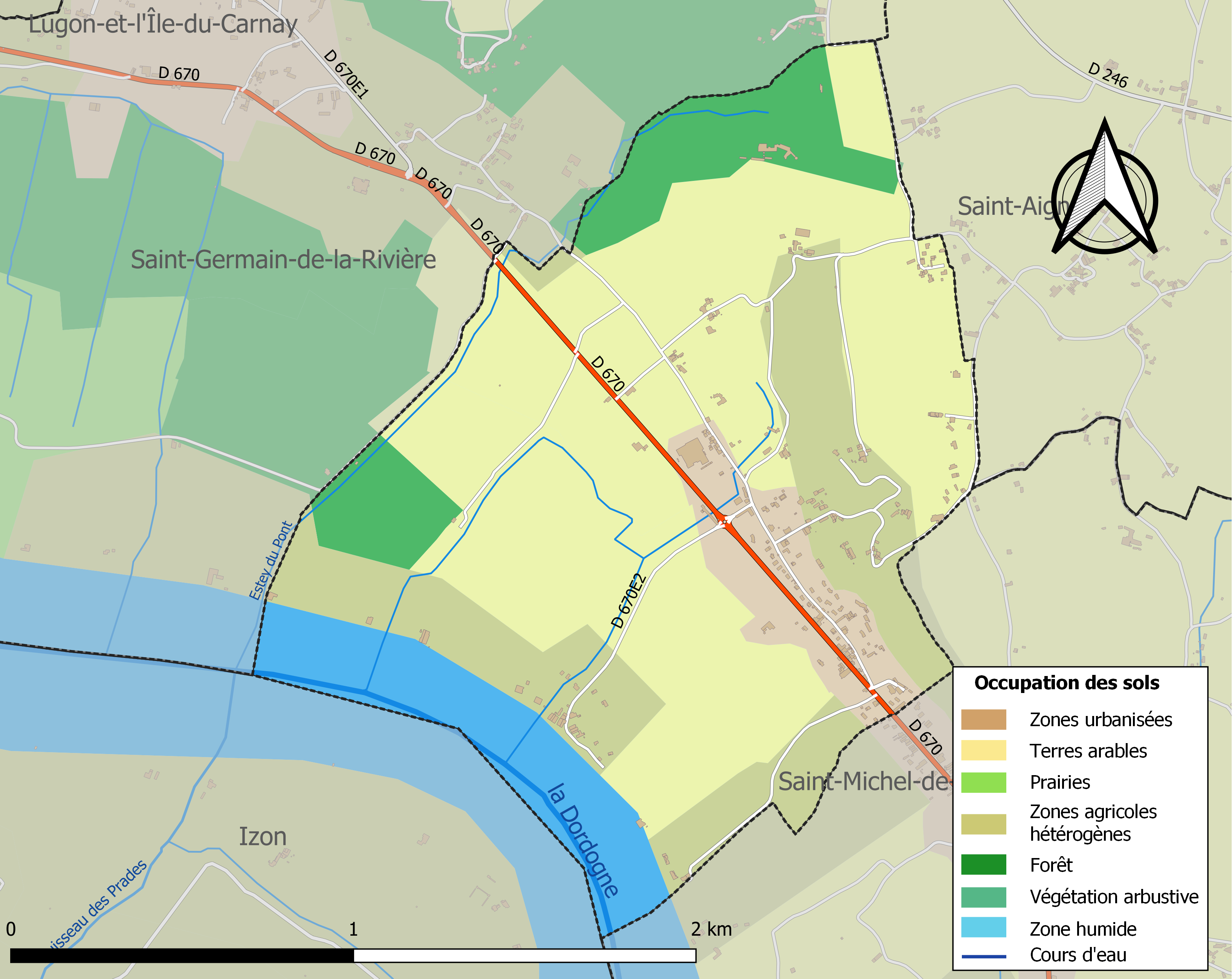
Carte des infrastructures et de l'occupation des sols de la commune en 2018 (CLC).

L'occupation des sols de la commune, telle qu'elle ressort de la base de données européenne d’occupation biophysique des sols Corine Land Cover (CLC), est marquée par l'importance des territoires agricoles (73,9 % en 2018), en diminution par rapport à 1990 (84,8 %). La répartition détaillée en 2018 est la suivante : 
cultures permanentes (31,2 %), zones agricoles hétérogènes (21,6 %), terres arables (21,1 %), forêts (10 %), eaux continentales (8,6 %), zones urbanisées (7,5 %). L'évolution de l’occupation des sols de la commune et de ses infrastructures peut être observée sur les différentes représentations cartographiques du territoire : la carte de Cassini (XVIIIe siècle), la carte d'état-major (1820-1866) et les cartes ou photos aériennes de l'IGN pour la période actuelle (1950 à aujourd'hui).

### Risques majeurs
Le territoire de la commune de La Rivière est vulnérable à différents aléas naturels : météorologiques (tempête, orage, neige, grand froid, canicule ou sécheresse), inondations, mouvements de terrains et séisme (sismicité faible). Il est également exposé à un risque technologique, la rupture d'un barrage. Un site publié par le BRGM permet d'évaluer simplement et rapidement les risques d'un bien localisé soit par son adresse soit par le numéro de sa parcelle.

#### Risques naturels
La commune fait partie du territoire à risques importants d'inondation (TRI) de Libourne, regroupant les 20 communes concernées par un risque de submersion marine ou de débordement de la Dordogne, un des 18 TRI qui ont été arrêtés fin 2012 sur le bassin Adour-Garonne. Les événements significatifs aux XIXe et XXe siècles sont les crues de 1843 (6,80 m l'échelle de Libourne), de 1866 (6,40 m) et du 10 février 1944 (6,38 m) et du 27 décembre 1999 (6,36 m). Au XXIe siècle, les événements les plus marquants sont les crues de mars 2010 (5,55 m) et du 31 janvier 2014 (5,97 m). Des cartes des surfaces inondables ont été établies pour trois scénarios : fréquent (crue de temps de retour de 10 ans à 30 ans), moyen (temps de retour de 100 ans à 300 ans) et extrême (temps de retour de l'ordre de 1 000 ans, qui met en défaut tout système de protection). La commune a été reconnue en état de catastrophe naturelle au titre des dommages causés par les inondations et coulées de boue survenues en 1982, 1983, 1988, 1989, 1999, 2002, 2007, 2009, 2010, 2013 et 2021,.
Les mouvements de terrains susceptibles de se produire sur la commune sont des affaissements et effondrements liés aux cavités souterraines (hors mines) et des éboulements, chutes de pierres et de blocs. Par ailleurs, afin de mieux appréhender le risque d’affaissement de terrain, l'inventaire national des cavités souterraines permet de localiser celles situées sur la commune.

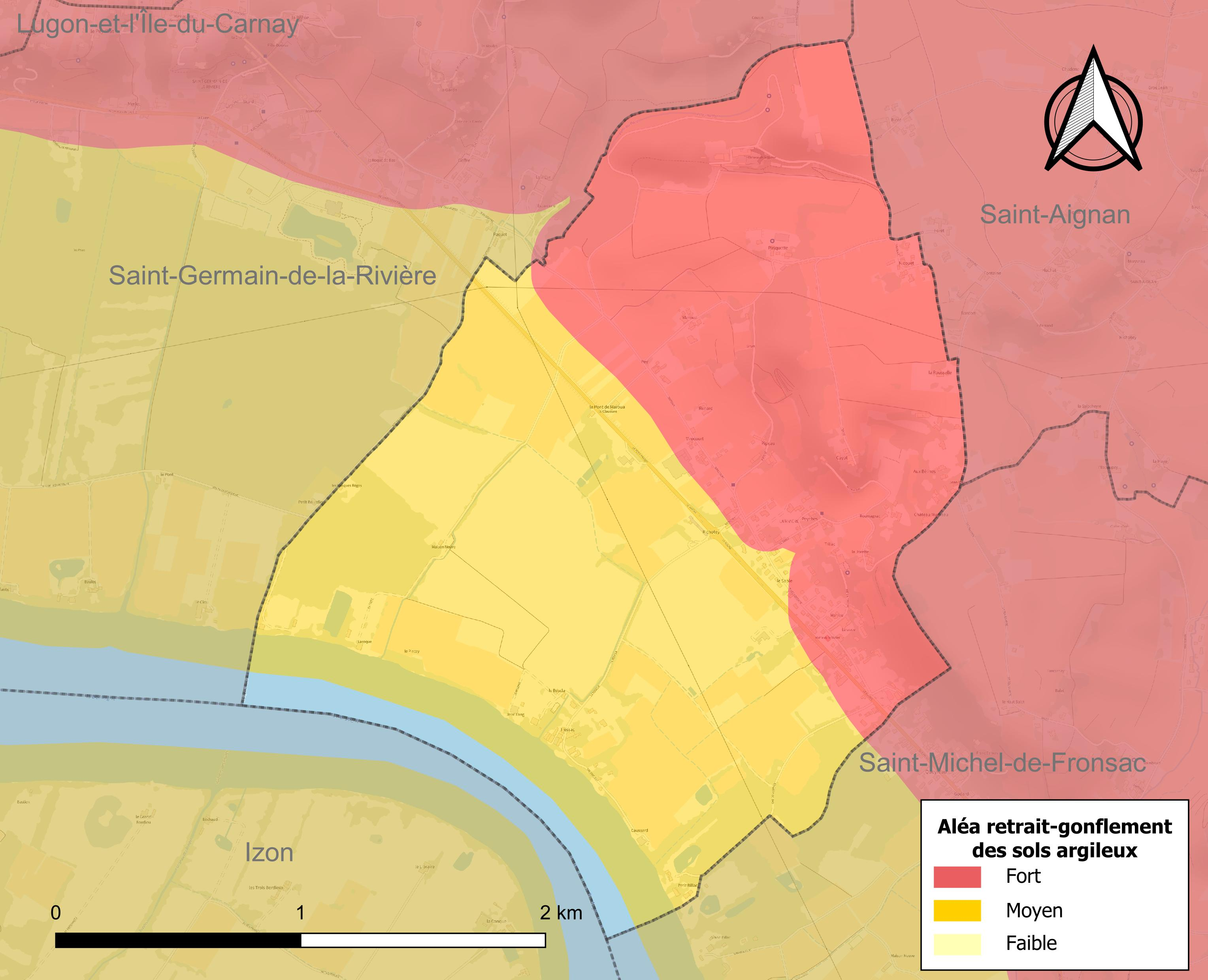
Carte des zones d'aléa retrait-gonflement des sols argileux de La Rivière.

Le retrait-gonflement des sols argileux est susceptible d'engendrer des dommages importants aux bâtiments en cas d’alternance de périodes de sécheresse et de pluie. 96,5 % de la superficie communale est en aléa moyen ou fort (67,4 % au niveau départemental et 48,5 % au niveau national). Sur les 175 bâtiments dénombrés sur la commune en 2019,  175 sont en aléa moyen ou fort, soit 100 %, à comparer aux 84 % au niveau départemental et 54 % au niveau national. Une cartographie de l'exposition du territoire national au retrait gonflement des sols argileux est disponible sur le site du BRGM,.
Concernant les mouvements de terrains, la commune a été reconnue en état de catastrophe naturelle au titre des dommages causés par la sécheresse en 2003 et par des mouvements de terrain en 1999.

#### Risques technologiques
La commune est en outre située en aval du  barrage de Bort-les-Orgues, un ouvrage sur la Dordogne de classe A soumis à PPI, disposant d'une retenue de 477 millions de mètres cubes. À ce titre elle est susceptible d’être touchée par l’onde de submersion consécutive à la rupture de cet ouvrage.

## Histoire

### Héraldique
| Blason de La Rivière | « De sinople à la fasce ondée cousue de sable, sommée d’une vague du même en cœur se déroulant vers senestre, chargée d’un poisson d’argent, accompagnée en chef de six filets ondés en barre du même et en pointe de six filets ondés en bande aussi d’argent, ladite fasce surmontée de deux grappes de raisin tigées posées en chevron renversé accostant une brouette, le tout d’argent brochant sur les filets, et soutenue d’une pointe abaissée partie de gueules et d’or sur une feuille roulée en pointe d’argent doublée de sable brochant sur les filets. » |

## Politique et administration
| Période                                  | Période  | Identité        | Étiquette | Qualité            |
| ---------------------------------------- | -------- | --------------- | --------- | ------------------ |
| avant 1988                               | ?        | Celse Campaner  |           |                    |
| 2000                                     | En cours | Dominique Beyly | PS        | Directeur culturel |
| Les données manquantes sont à compléter. |          |                 |           |                    |

## Démographie
L'évolution du nombre d'habitants est connue à travers les recensements de la population effectués dans la commune depuis 1793. Pour les communes de moins de 10 000 habitants, une enquête de recensement portant sur toute la population est réalisée tous les cinq ans, les populations de référence des années intermédiaires étant quant à elles estimées par interpolation ou extrapolation. Pour la commune, le premier recensement exhaustif entrant dans le cadre du nouveau dispositif a été réalisé en 2006.

En 2022, la commune comptait 412 habitants, en évolution de −0,72 % par rapport à 2016 (Gironde : +6,91 %, France hors Mayotte : +2,11 %).
| 1793 | 1800 | 1806 | 1821 | 1831 | 1836 | 1841 | 1846 | 1851 |
| ---- | ---- | ---- | ---- | ---- | ---- | ---- | ---- | ---- |
| 337  | 342  | 354  | 427  | 431  | 436  | 426  | 424  | 423  |

| 1856 | 1861 | 1866 | 1872 | 1876 | 1881 | 1886 | 1891 | 1896 |
| ---- | ---- | ---- | ---- | ---- | ---- | ---- | ---- | ---- |
| 401  | 423  | 437  | 449  | 433  | 394  | 405  | 389  | 398  |

| 1901 | 1906 | 1911 | 1921 | 1926 | 1931 | 1936 | 1946 | 1954 |
| ---- | ---- | ---- | ---- | ---- | ---- | ---- | ---- | ---- |
| 379  | 376  | 372  | 301  | 324  | 304  | 311  | 324  | 321  |

| 1962 | 1968 | 1975 | 1982 | 1990 | 1999 | 2006 | 2011 | 2016 |
| ---- | ---- | ---- | ---- | ---- | ---- | ---- | ---- | ---- |
| 334  | 310  | 350  | 367  | 322  | 321  | 326  | 356  | 415  |

| 2021 | 2022 | - | - | - | - | - | - | - |
| ---- | ---- | - | - | - | - | - | - | - |
| 418  | 412  | - | - | - | - | - | - | - |

## Lieux et monuments
- Château de La Rivière est le monument le plus connu de la commune. On y cultive du vin et les caves historiques sont ouvertes à la visite.

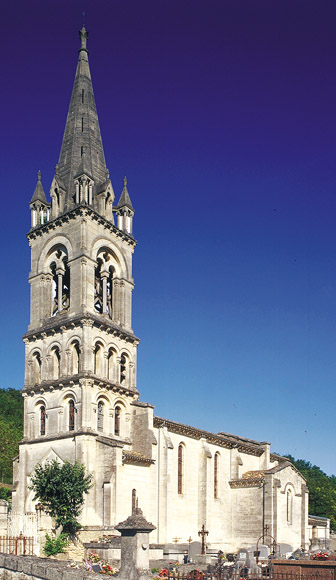
L'église Notre-Dame

- Église Notre-Dame : l'origine de l'église[36] remonte au XIe siècle. Au XIXe siècle une tour clocher est ajouté à l'édifice. La voûte du sanctuaire, ainsi que la porte en plein cintre et les étroites fenêtres visibles sur le mur sud datent toujours du XIe siècle. La nef à voûte ogivale est quant à elle un peu plus tardive puisqu’elle date du XIIe siècle.

- Le mur sud de la nef est percé de deux baies romanes et soutenu par trois contreforts.
- L'abside est percé de sept baies à colonnettes. Les chapiteaux et la corniche sont sculptés.
- Le porche est sous voûte gothique avec de petites colonnes. Les fonts baptismaux au sud, un escalier au nord. Il s’ouvre sur la nef par un arc en plein cintre qui porte la balustrade ajourée de la tribune, flanquée de colonnettes.
- La nef comporte trois travées sous voûtes gothiques, à clefs de voûte sculptées.
- Deux chapelles s’ouvrent par un arc triomphal en plein cintre surmonté d’une petite baie romane aveugle. Elles sont couvertes d’une croisée d’ogives et ornées de niches à colonnes, celle du nord a un vitrail signé Nicolas Lorin, maître-verrier à Chartres, et celle du sud possède un retable de bois sculpté et peint avec images de Sainte Thérèse d’Avila et Sainte Jeanne de Chantal.
- Le chœur est remarquable par son architecture, un arc triomphal double sur colonnes, travée sous croisée d’ogives et cinq arcs gothiques convergents à la clefs de voûte.
- La statue la plus ancienne est, en face du confessionnal, la petite Vierge à l’Enfant, du XIVe siècle, en albâtre peint et d'origine anglaise. Elle aurait été vénérée en bord de Dordogne par les pêcheurs et marins, puis transférée dans la vieille église.
- Croix de cimetière avec instruments de la Passion.

## Jumelages
Nalda (Espagne) depuis 2002